# Европско првенство у атлетици на отвореном 1990 — 100 метара за мушкарце
Трка на 100 метара у мушкој конкуренцији на Европском првенству у атлетици 1990. у Сплиту одржана је 27. и 28. августа на стадиону Пољуд.
Титулу освојену 1986. у Штутгарту, одбранио је Линфорд Кристи из Уједињеног Краљевства.

## Земље учеснице
Учествовало је 31 такмичара из 16 земаља. 
1. Белгија (1)
2. Западна Немачка (1)
3. Источна Немачка (1)
4. Италија (3)
5. Кипар (1)
6. Мађарска (3)
7. Норвешка (2)
8. Португалија (3)
9. Сан Марино (1)
10. Совјетски Савез (3)
11. Турска (1)
12. Уједињено Краљевство (3)
13. Финска (1)
14. Француска (3)
15. Швајцарска (1)
16. Шпанија (3)

## Рекорди
| Рекорди пре почетка Европског првенства 1990.     | Рекорди пре почетка Европског првенства 1990. | Рекорди пре почетка Европског првенства 1990. | Рекорди пре почетка Европског првенства 1990. | Рекорди пре почетка Европског првенства 1990. | Рекорди пре почетка Европског првенства 1990. |
| ------------------------------------------------- | --------------------------------------------- | --------------------------------------------- | --------------------------------------------- | --------------------------------------------- | --------------------------------------------- |
| Светски рекорд                                    | Карл Луис                                     | Сједињене Државе                              | 9,92                                          | Сеул, Јужна Кореја                            | 24. септембар 1988.                           |
| Европски рекорд                                   | Линфорд Кристи                                | Велика Британија                              | 9,97                                          | Сеул, Јужна Кореја                            | 24. септембар 1988.                           |
| Рекорди Европских првенстава                      | Линфорд Кристи                                | Велика Британија                              | 10,15                                         | Штутгарт, Западна Немачка                     | 27. август 1986.                              |
| Светски рекорд сезоне                             | Лирој Барел                                   | Сједињене Државе                              | 9,96                                          | Вилнев д’Аск, Француска                       | 26. мај 1990.                                 |
| Европски рекорд сезоне                            | Линфорд Кристи                                | Велика Британија                              | 10,02                                         | Окланд, Нови Зеланд                           | 28. јануар 1990.                              |
| Европски рекорд сезоне                            | Данијел Сангума                               | Француска                                     | 10,02                                         | Вилнев д’Аск, Француска                       | 29. јун 1990.                                 |
| Рекорди после завршетка Европског првенства 1990. |                                               |                                               |                                               |                                               |                                               |
| Рекорди Европских првенстава                      | Линфорд Кристи                                | Велика Британија                              | 10,09                                         | Сплит, Југославија                            | 28. август 1990.                              |

## Најбољи резултати у 1990. години
Најбржи атлетичари 1990. године на 100 метара пре почетка европског првенства (26. августа 1990) заузимали су следећи пласман на европској и светској ранг листи (СРЛ).
| 1. | Линфорд Кристи    | Велика Британија | 10,02 | 28.јануар | 2. СРЛ  |
| 2. | Данијел Сангума   | Француска        | 10,02 | 29. јун   | 3. СРЛ  |
| 3. | Џејсон Ливингстон | Велика Британија | 10,25 | 9. август | 17. СРЛ |
| 4. | Ецио Мадонија     | Италија          | 10,26 | 30. јун   | 19. СРЛ |
| 5. | Луис Родригез     | Шпанија          | 10,27 | 30. мај   | 23. СРЛ |
| 6. | Алексеј Кнорозов  | Совјетски Савез  | 10,29 | 12. јун   | 26. СРЛ |
| 7. | Макс Моринјер     | Француска        | 10,29 | 12. јул   | 26. СРЛ |
| 8. | Колин Џексон      | Велика Британија | 10,29 | 28. јул   | 26. СРЛ |

Такмичари чија су имена подебљана учествовали су на ЕП.

## Освајачи медаља
|                                     |                           |                                |
| Линфорд Кристи Уједињено Краљевство | Данијел Сангума Француска | Џон Риџиз Уједињено Краљевство |

## Резултати

### Квалификације
У квалификацијама такмичари су били подељени у четири групе. За финале су се квалификовали прва два из сваке групе (КВ), и осам по постигнутом резултату (кв).
Ветар: 1. гр. -1,2 м/с; 2. гр. 0 м/с; 3. гр. -0,9 м/с; 4. гр. 1,1 м/с.
| Пласман | Група | Атлетичар            | Земља                | Резултат | Белешке |
| ------- | ----- | -------------------- | -------------------- | -------- | ------- |
| 1.      | 2     | Макс Моринјер        | Француска            | 10,19    | КВ      |
| 2.      | 1     | Данијел Сангума      | Француска            | 10,21    | КВ      |
| 3.      | 2     | Линфорд Кристи       | Уједињено Краљевство | 10,29    | КВ      |
| 4.      | 4     | Дарен Брејтвејт      | Уједињено Краљевство | 10,32    | КВ      |
| 5.      | 1     | Владимир Крилов      | Совјетски Савез      | 10,37    | КВ      |
| 6.      | 3     | Бруно Мари-Роз       | Француска            | 10,37    | КВ      |
| 7.      | 1     | Џон Риџиз            | Уједињено Краљевство | 10,39    | КВ      |
| 8.      | 4     | Стефано Тили         | Италија              | 10,39    | КВ      |
| 9.      | 2     | Штефен Гемер         | Источна Немачка      | 10,45    | кв      |
| 10.     | 3     | Павел Галкин         | Совјетски Савез      | 10,46    | КВ      |
| 11.     | 4     | Атила Ковач          | Мађарска             | 10,46    | кв      |
| 12.     | 1     | Енрике Талавера      | Шпанија              | 10,48    | кв      |
| 13.     | 1     | Патрик Стивенс       | Белгија              | 10,48    | кв      |
| 14.     | 4     | Луис Родригез        | Шпанија              | 10,49    | кв      |
| 15.     | 1     | Ецио Мадонија        | Италија              | 10,52    | кв      |
| 16.     | 4     | Innokentiy Zharov    | Совјетски Савез      | 10,52    | кв      |
| 17.     | 1     | Stefan Burkart       | Швајцарска           | 10,53    |         |
| 18.     | 3     | Florencio Gascón     | Шпанија              | 10,56    |         |
| 19.     | 2     | Петер Клајн          | Западна Немачка      | 10,57    |         |
| 20.     | 3     | Пјерфранческо Павони | Италија              | 10,57    |         |
| 21.     | 1     | Луис Барозо          | Португалија          | 10,61    |         |
| 22.     | 4     | Aham Okeke           | Норвешка             | 10,61    |         |
| 23.     | 4     | Јанакис Зисимидес    | Кипар                | 10,62    |         |
| 24.     | 2     | Џенгиз Каваклиоглу   | Турска               | 10,63    |         |
| 25.     | 3     | Geir Moen            | Норвешка             | 10,64    |         |
| 26.     | 3     | Pedro Agostinho      | Португалија          | 10,65    |         |
| 27.     | 2     | Pedro Curvelo        | Португалија          | 10,67    |         |
| 28.     | 4     | Turo Meriläinen      | Финска               | 10,73    |         |
| 29.     | 3     | Pál Rezák            | Мађарска             | 10,74    |         |
| 30.     | 3     | Csaba Zajovics       | Мађарска             | 10,74    |         |
| 31.     | 3     | Dominique Canti      | Сан Марино           | 11,20    |         |

### Полуфинале
У полуфиналу такмичари су биле подељени у две групе. За финале су се квалификовали прва четири из обе групе (КВ).
Ветар: 1. пф 0,3 м/с; 2. пф. -0,2 м/с
| Пласман | Група | Атлетичар         | Земља                | Резултат | Белешке |
| ------- | ----- | ----------------- | -------------------- | -------- | ------- |
| 1.      | 1     | Линфорд Кристи    | Уједињено Краљевство | 10,09    | КВ, РЕП |
| 2.      | 1     | Бруно Мари-Роз    | Француска            | 10,19    | КВ      |
| 3.      | 1     | Макс Моринјер     | Француска            | 10,20    | КВ      |
| 4.      | 1     | Џон Риџиз         | Уједињено Краљевство | 10,20    | КВ      |
| 5.      | 2     | Данијел Сангума   | Француска            | 10,21    | КВ      |
| 6.      | 2     | Дарен Брејтвејт   | Уједињено Краљевство | 10,30    | КВ      |
| 7.      | 2     | Владимир Крилов   | Совјетски Савез      | 10,31    | КВ      |
| 8.      | 2     | Штефен Гемер      | Источна Немачка      | 10,40    | КВ      |
| 9.      | 2     | Стефано Тили      | Италија              | 10,40    |         |
| 10.     | 1     | Енрике Талавера   | Шпанија              | 10,42    |         |
| 11.     | 1     | Патрик Стивенс    | Белгија              | 10,53    |         |
| 12.     | 2     | Innokentiy Zharov | Совјетски Савез      | 10,53    |         |
| 13.     | 2     | Атила Ковач       | Мађарска             | 10,54    |         |
| 14.     | 2     | Луис Родригез     | Шпанија              | 10,56    |         |
| 15.     | 1     | Ецио Мадонија     | Италија              | 10,60    |         |
| 16.     | 1     | Павел Галкин      | Совјетски Савез      | НС       |         |

### Финале
Финале је одржано 28. августа уз ветар 2,2 м/с.
| Пласман | Атлетичар       | Земља                | Резултат | Белешке |
| ------- | --------------- | -------------------- | -------- | ------- |
|         | Линфорд Кристи  | Уједињено Краљевство | 10,00    |         |
|         | Данијел Сангума | Француска            | 10,04    |         |
|         | Џон Риџиз       | Уједињено Краљевство | 10,07    |         |
| 4.      | Бруно Мари-Роз  | Француска            | 10,10    |         |
| 5.      | Макс Моринјер   | Француска            | 10,15    |         |
| 6.      | Дарен Брејтвејт | Уједињено Краљевство | 10,27    |         |
| 7.      | Владимир Крилов | Совјетски Савез      | 10,30    |         |
| 8.      | Штефен Гемер    | Источна Немачка      | 10,42    |         |